# Lago Karachai
Lago Karachai (em russo: Карача́й), por vezes escrito como Karachay, era um pequeno lago situado no sul dos Montes Urais, no oeste da Rússia. Hoje está aterrado com resíduos radioativos.

## História
A partir de 1951, a União Soviética passou a utilizar o lago como repositório de resíduos radioativos da Mayak, uma instalação vizinha de reprocessamento e armazenagem de lixo tóxico situada próxima à cidade de Oziorsk (então chamada de Cheliabinsk-40).
A partir da década de 1960, o lago começou a secar; sua área diminuiu de 0.5 km² em 1951 para 0.15 km² no final de 1966. Em 1968, após um período de estiagem na região, o vento dispersou a poeira radioativa da área seca do Karachai, contaminando meio milhão de pessoas com 185 petabequereis (5 MCi) de radiação.
Entre 1978 e 1986, o lago foi preenchido com mais de 10,000 blocos de concreto oco para evitar o deslocamento de sedimentos.

## Estado atual
De acordo com as organizações Worldwatch Institute e Natural Resources Defense Council, o lago Karachai é o local mais poluído da Terra, não sendo no entanto tal afirmação aceito pela maioria da comunidade cientifica. O lago acumulou em torno de 4.44 exabequereis (EBq) de radioatividade, sendo 3.6 EBq de Césio-137 e 0.74 EBq de Estrôncio-90. Em termos comparativos, o desastre de Chernobyl dispersou entre 5 e 12 EBq de radioatividade, que, ao contrário do lago, não ficou concentrada em um só local.
Em 1990, o nível de radiação na margem do Karachai era de 600 Röntgen por hora, o suficiente para envenenar mortalmente um ser humano em apenas uma hora.